# Carapulca
Carapulcra (ou "carapulca") é um prato típico do Peru com raízes na antiga culinária inca; é um guisado feito com carne e batata-seca, tradicionalmente chamada “chuño” ou “papaseca”. A carne costumava ser de lhama, mas mais recentemente o prato passou a ser feito principalmente com carne de porco ou galinha. 
As batatas-secas são uma antiga especialidade do Peru e da Bolívia para conservar a produção. As batatas são deixadas ao ar livre e, nas montanhas, elas congelam durante a noite e descongelam durante o dia, o que lhes retira grande parte da humidade; desta forma, as batatas podem ser guardadas durante meses, ou mesmo anos, sem se estragarem. Para conseguir um ingrediente parecido, podem assar-se batatas inteiras numa frigideira forte, sem gordura e sem as deixar pegar ao fundo, durante uns 20 minutos.
Para fazer a carapulcra, começa-se com o mesmo processo de corar as batatas, quer sejam as tradicionais, quer não. Quando estiverem douradas, colocam-se num recipiente com água que as cubra e deixam-se demolhar num sítio fresco durante pelo menos oito horas; depois, escorrem-se, lavam-se e põem-se a cozer em lume brando durante cerca de 20 minutos; passado este tempo, escorrem-se de novo e reservam-se. Entretanto, numa panela grande, passa-se a carne em pedaços por óleo até ficar loura; junta-se cebola, alho, malagueta e cominho e cozinha-se até a cebola ficar transparente, depois junta-se vinho e, quando este tiver perdido o álcool, caldo de carne e as batatas, deixando cozinhar tapado em fogo brando; quando a carne estiver macia, verifica-se o sal, tira-se do lume e junta-se manteiga-de-amendoim (do tipo que não tem açúcar e em que os amendoins não foram totalmente esmagados), mistura-se e serve-se imediatamente com arroz branco ou mandioca cozida.
Para além da malagueta e do cominho, podem usar-se outros temperos, como canela em pau, cravinho, huacatay (uma erva aromática dos Andes), chocolate ou um cálice de vinagre, Porto, vermute ou pisco. Pode também servir-se com ovos cozidos, cortados em rodelas, ou azeitonas.